# STS-55
是美国航天历史上第五十四次航天飞机任务，也是哥倫比亞號太空梭的第十四次太空飞行。

## 任务成员
- 斯蒂芬·纳格尔（Steven R. Nagel，曾执行、以及任务），指令长
- 特伦斯·亨里克斯（Terence T. Henricks，曾执行、以及任务），飞行员
- 杰瑞·罗斯（Jerry L. Ross，曾执行、以及任务），任务专家
- 查尔斯·普里克特（Charles J. Precourt，曾执行、以及任务），任务专家
- 伯纳德·哈里斯（Bernard Harris，曾执行以及任务），任务专家
- 烏爾里希·瓦爾特（Ulrich Walter，德国宇航员，曾执行任务），任务专家
- 汉斯·西里格（Hans Schlegel，德国宇航员，曾执行任务），任务专家